# Scutellospora fulgida
Scutellospora fulgida är en svampart som beskrevs av Koske & C. Walker 1986. Scutellospora fulgida ingår i släktet Scutellospora och familjen Gigasporaceae.   Inga underarter finns listade i Catalogue of Life.